# 人民解放战争先锋队—闪电突击队
人民解放战争先锋队—闪电突击队（阿拉伯语：طلائع حرب التحرير الشعبية - قوات الصاعقة），简称闪电，是巴勒斯坦的一个复兴主义政治军事组织。该组织成立于1966年9月，由叙利亚复兴党政权建立，是阿拉伯復興社會黨 (敘利亞主導派)的巴勒斯坦分支。该组织曾参与1976年的达穆尔大屠杀和艾希耶大屠杀。该组织还是巴勒斯坦解放组织和巴勒斯坦力量联盟的成员。目前，该组织不活跃。